# Oxydromus
Oxydromus is een geslacht van borstelwormen uit de familie van de Hesionidae.

## Soorten
- Oxydromus adorsosetosus (Hartmann-Schröder, 1985)
- Oxydromus adspersus (Grube, 1874)
- Oxydromus agilis (Ehlers, 1864)
- Oxydromus angolaensis (Hartmann-Schröder, 1974)
- Oxydromus angustifrons (Grube, 1878)
- Oxydromus berrisfordi (Day, 1967)
- Oxydromus blacki (Knox, 1960)
- Oxydromus brevipodius Uchida in Uchida, Lopéz & Sato, 2019
- Oxydromus bunbuku (Uchida, 2004)
- Oxydromus constrictus (Uchida, 2004)
- Oxydromus didymocerus (Schmarda, 1861)
- Oxydromus fauveli (Uchida, 2004)
- Oxydromus flexuosus (Delle Chiaje, 1827) = Neonworm
- Oxydromus furcatus (Hartmann-Schröder, 1962)
- Oxydromus guanicus (Hoagland, 1919)
- Oxydromus humesi (Pettibone, 1961)
- Oxydromus lanai Rizzo & Salazar-Vallejo, 2014
- Oxydromus latifrons (Grube, 1878)
- Oxydromus limicolus (Willey, 1905)
- Oxydromus longicirratus (Knox & Cameron, 1971)
- Oxydromus longifundus (Uchida, 2004)
- Oxydromus microantennatus (Hutchings & Murray, 1984)
- Oxydromus minutus (Hartmann-Schröder, 1959)
- Oxydromus mutilatus (Treadwell, 1901)
- Oxydromus notospinosus (Rosito, 1983)
- Oxydromus obscurus (Verrill, 1873)
- Oxydromus okudai (Uchida, 2004)
- Oxydromus okupa Martin, Meca & Gil in Martin et al., 2017
- Oxydromus pallidus Claparède, 1864
- Oxydromus parapallidus (Uchida, 2004)
- Oxydromus pelagicus (Rioja, 1923)
- Oxydromus pugettensis (Johnson, 1901)
- Oxydromus spinapandens (Storch & Niggemann, 1967)
- Oxydromus spinosus (Ehlers, 1908)
- Oxydromus viridescens (Ehlers, 1864)
- Oxydromus vittatus (Sars, 1862)

Niet geaccepteerde soorten:
- Oxydromus arenicolus La Greca, 1946 → Podarkeopsis arenicolus (La Greca, 1946)
- Oxydromus brevipalpa Hartmann-Schröder, 1959 → Podarkeopsis brevipalpa (Hartmann-Schröder, 1959)
- Oxydromus brevipodius (Uchida, 2004) → Oxydromus brevipodius Uchida in Uchida, Lopéz & Sato, 2019
- Oxydromus brunnea Hartman, 1961 → Gyptis brunnea (Hartman, 1961)
- Oxydromus capensis Day, 1963 → Podarkeopsis capensis (Day, 1963)
- Oxydromus fasciatus Grube, 1855 → Oxydromus flexuosus (Delle Chiaje, 1827)
- Oxydromus fuscescens Marenzeller, 1875 → Amphiduros fuscescens (Marenzeller, 1875)
- Oxydromus heteroculatus Hartmann-Schröder, 1965 → Gyptis heteroculatus (Hartmann-Schröder, 1965)
- Oxydromus incomptus (Ehlers, 1913) → Gyptis incompta Ehlers, 1913
- Oxydromus lobatus Hessle, 1925 → Gyptis lobata (Hessle, 1925)
- Oxydromus pacificus Hessle, 1925 → Gyptis pacificus (Hessle, 1925)
- Oxydromus propinquus (Marion & Bobretzky, 1875) → Gyptis propinqua Marion & Bobretzky, 1875
- Oxydromus raluanensis Augener, 1927 → Gyptis raluanensis (Augener, 1927)

- Oxydromus aucklandicus Willey, 1902 (nomen dubium)
- Oxydromus longisetis Grube, 1857 (nomen dubium)